# Saint-Cyr-de-Salerne
Saint-Cyr-de-Salerne település Franciaországban, Eure megyében. Lakosainak száma 206 fő (2022. január 1.).

## Népesség
A település népessége az elmúlt években az alábbi módon változott:
| Lakosok száma | 197  | 207  | 209  | 222  | 205  | 206  | 205  | 205  | 205  | 206  |
|               | 1968 | 1982 | 1990 | 2006 | 2013 | 2015 | 2017 | 2019 | 2020 | 2022 |